# Rubik's Revenge

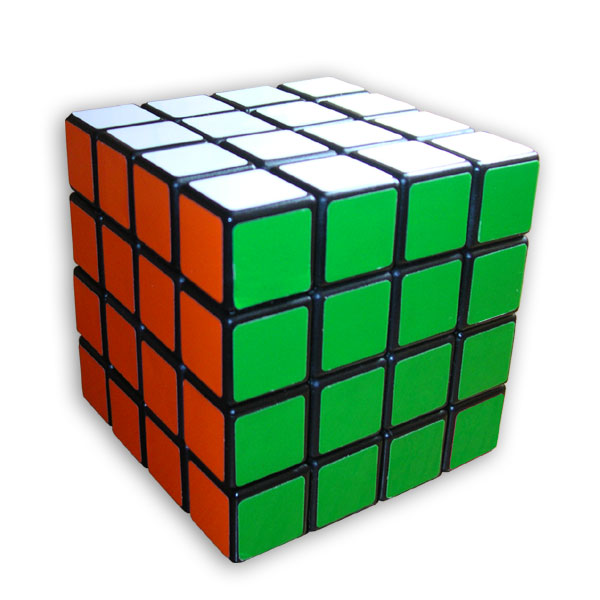
O Rubik's Revenge.

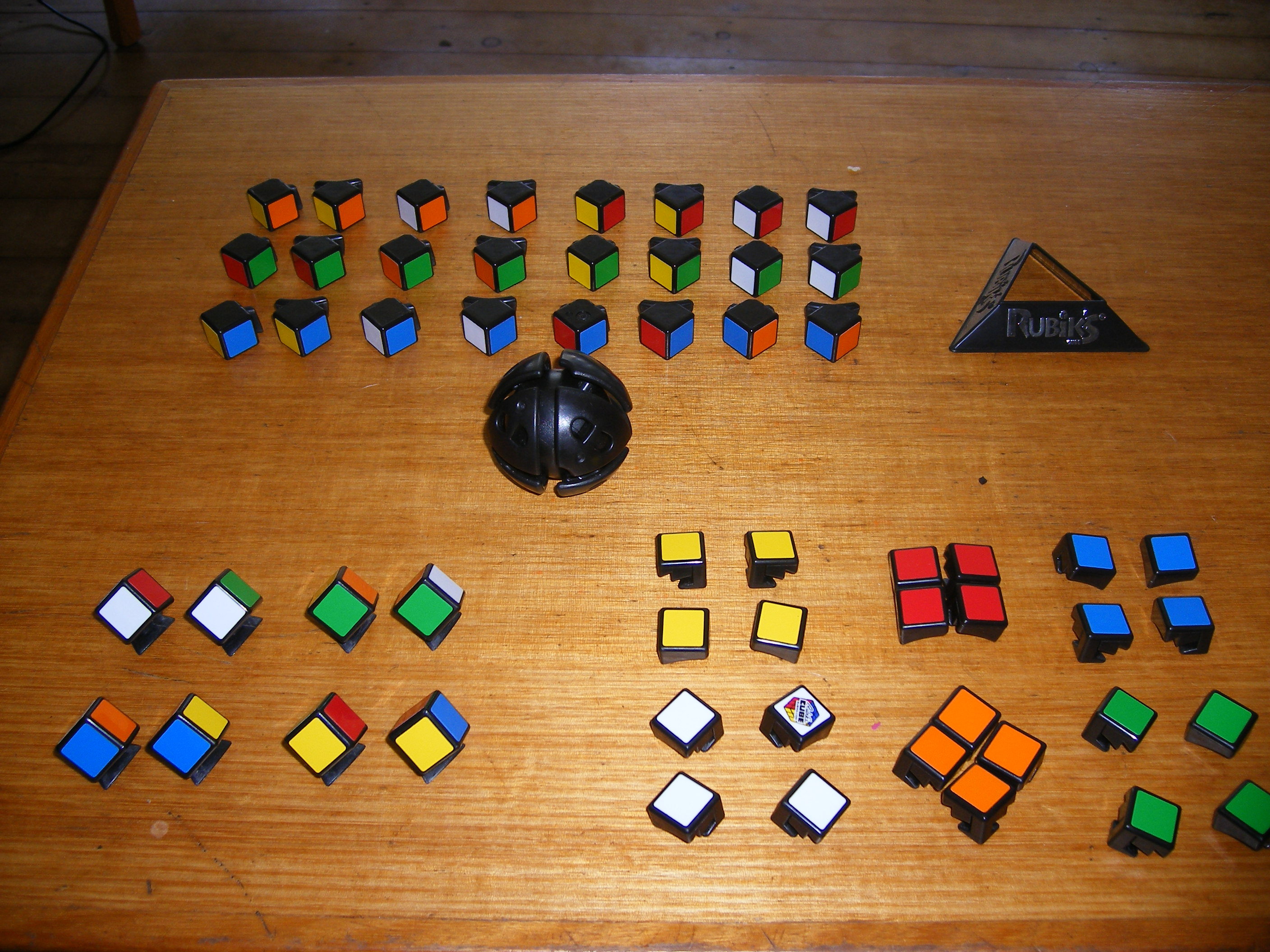
Um Rubik's Revenge desmontado, a mostrar todas as peças e a bola central.

O Rubik's Revenge (A Vingança de Rubik em português), também conhecido como Master Cube, é a versão 4 × 4 × 4 do Cubo de Rubik. Foi lançado em 1981.
Inventado por Péter Sebestény, o Rubik's Revenge quase foi chamado de Sebestény Cube até que uma decisão de última hora mudou o nome do quebra-cabeça para atrair os fãs do original Cubo de Rubik. Ao contrário do quebra-cabeça original (e do cubo 5 × 5 × 5), ele não tem facetas fixas: as facetas centrais (quatro por face) estão livres para se mover para diferentes posições.
Métodos para resolver as bordas e cantos do cubo 3 × 3 × 3 funcionam também para as bordas e cantos do cubo 4 × 4 × 4, desde que se tenha identificado corretamente as posições relativas das cores — já que as facetas centrais não podem mais ser usadas para identificação.

## Mecânica

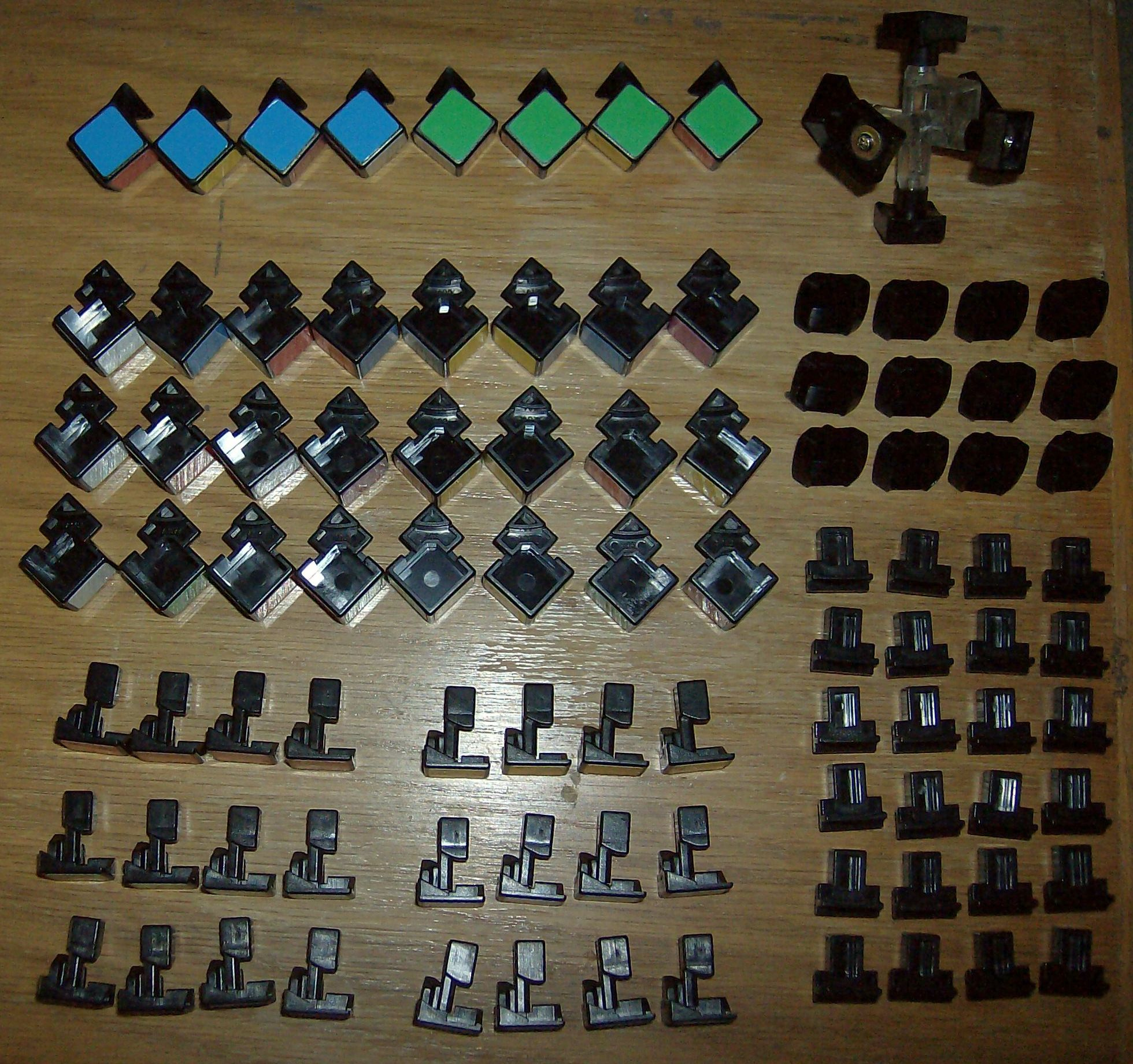
Eastsheen 4×4×4

O quebra-cabeça consiste de 56 cubos miniatura únicas ("cubies") na superfície. Estas consistem em 24 centros que mostram uma cor cada, 24 arestas que mostram duas cores cada, e 8 cantos que mostram três cores cada. O original Rubik's Revenge pode ser desmontado sem muita dificuldade, tipicamente girando um lado através de um ângulo de 30° e erguendo uma borda para cima até desalojar.
O mecanismo original projetado por Sebestény usa uma bola ranhurada para segurar as peças centrais no lugar. As bordas são mantidas no lugar pelos centros e os cantos são mantidos no lugar pelas bordas, muito parecido com o cubo original. Existem três ranhuras mutuamente perpendiculares para as peças centrais passarem. Cada ranhura é apenas larga o suficiente para permitir que uma fileira de peças centrais deslize através dela. A bola é moldada para impedir que as partes centrais da outra linha deslizem, assegurando que a bola permaneça alinhada com a parte externa do cubo. Girar uma das camadas do centro faz mover-se apenas esta camada ou na bola.
A versão Eastsheen do cubo, que é um pouco menor a 6 cm de uma borda, tem um mecanismo completamente diferente. Seu mecanismo é muito semelhante à versão de Eastsheen do cubo do professor (Professor's cube), em vez do mecanismo bola-núcleo. Existem 42 peças (36 móveis e seis fixas) completamente escondidas dentro do cubo, correspondendo às linhas centrais no Cubo do Professor. Esse design é mais durável que o original e também permite que parafusos sejam usados para apertar ou soltar o cubo. O fuso central é especialmente moldado para evitar que se torne desalinhado com o exterior do cubo.
Existem 24 arestas que mostram dois lados coloridos cada um e oito peças de canto que mostram três cores. Cada peça de canto ou par de bordas mostra uma combinação única de cores, mas nem todas as combinações estão presentes (por exemplo, não há peças com os lados vermelho e laranja, se vermelho e laranja estão em lados opostos do Cubo resolvido). A localização desses cubos em relação um ao outro pode ser alterada pela torção das camadas do cubo, mas a localização dos lados coloridos em relação um ao outro no estado completo do quebra-cabeça não pode ser alterada: ele é fixado pelas posições relativas do os quadrados do centro e a distribuição das combinações de cores nas bordas e nos cantos.
Para os Cubos mais recentes, as cores dos adesivos são vermelhas opostas laranja, amarelas opostas em branco e verdes opostas em azul. No entanto, também existem Cubos com arranjos de cores alternativos (amarelo oposto verde, azul oposto branco e vermelho oposto laranja). A versão Eastsheen tem roxo (oposto ao vermelho) em vez de laranja.

## Literatura
- Rubik's Revenge: The Simplest Solution by William L. Mason
- Speedsolving the Cube by Dan Harris, 'Rubik's Revenge' pages 100-120.
- The Winning Solution to Rubik's Revenge by Minh Thai, with Herbert Taylor and M. Razid Black.